# Vollenhovia undecimalis
Vollenhovia undecimalis é uma espécie de formiga do gênero Vollenhovia, pertencente à subfamília Myrmicinae.